# Az Éber szemek epizódjainak listája
Ez a szócikk az Éber szemek című sorozat epizódjait listázza.

## Évados áttekintés
| Évad | Évad | Részek száma | Részek száma | Eredeti sugárzás  | Eredeti sugárzás    | Eredeti adó | Magyar sugárzás                           | Magyar sugárzás                     | Magyar adó                                       |
| Évad | Évad | Részek száma | Részek száma | Évadbemutató      | Évadzáró            | Eredeti adó | Évadbemutató                              | Évadzáró                            | Magyar adó                                       |
| ---- | ---- | ------------ | ------------ | ----------------- | ------------------- | ----------- | ----------------------------------------- | ----------------------------------- | ------------------------------------------------ |
|      | 1.   | 10           | 10           | 2016. május 26.   | 2016. július 28.    | Global      | 2016. október 28. / 2018. július 18.      | 2017. január 6. / 2018. december 6. | Fox / RTL Klub                                   |
|      | 2.   | 18           | 18           | 2017. május 25.   | 2018. június 29.    | Global      | 2017. szeptember 14. / 2018. december 13. | 2020. május 9.                      | Fox / RTL Klub (1-9. rész) Cool TV (10-18. rész) |
|      | 3.   | 12           | 12           | 2019. május 29.   | 2019. augusztus 7.  | Global      | 2021. február 14.                         | 2021. március 28.                   | Cool TV                                          |
|      | 4.   | 12           | 12           | 2020. november 2. | 2021. február 4.    | Global      | 2022. november 23.                        | 2022. december 8.                   | TV4                                              |
|      | 5.   | 8            | 8            | 2021. július 7.   | 2021. augusztus 26. | Global      | 2022. december 12.                        | 2022. december 21.                  | TV4                                              |

## Epizódok

### Első évad (2016)
| Sor. | Év. | Cím                                                             | Rendező          | Író                              | Premier                                                   | Nézettség        | Gyártási szám |
| --- | --- | --------------------------------------------------------------- | ---------------- | -------------------------------- | --------------------------------------------------------- | ---------------- | ------------- |
| 1. | 1.  | A szabály (The Code)                                            | Kelly Makin      | Tim Kilby , Shelley Eriksen      | 2016. május 26. 2016. október 28. / 2018. július 18.      | 1,44 millió n.a. | 272778-1      |
| Matt Shade toborzó élete nagy lehetősége előtt áll, amikor kiválasztják a játékosát. Corey azonban váratlanul összeesik a jégen, és kómába esik. Matt és látási nehézségekkel küzdő lánya családtagként szeretik Coreyt, ezért Matt apja felfogadja régi barátja lányát, a magánnyomozó Angie Everettet, hogy találja meg Corey merénylőjét. |     |                                                                 |                  |                                  |                                                           |                  |               |
| 2. | 2.  | Emlékvacsora (Ördögi pácban) (Mise En Place)                    | Kelly Makin      | Alan McCullough                  | 2016. június 2. 2016. november 4. / 2018. július 25.      | 1,36 millió n.a. | 272778-2      |
| Mattet felhívja egy régi ismerőse, aki hatalmas pácban van. Robin épp talpra állna férje halála után, amikor üzleti partnerét holtan találja az otthonában. A gond az, hogy ő volt az utolsó, aki élve látta, ráadásul előző este veszekedtek egymással. Angie úgy véli, nagy hibát követnek el, de végül elvállalja az ügyet, és futni hagyja a helyszínről a nőt. Ezzel azonban magára haragítja Toronto legsikeresebb nyomozóját, Derek Nolant. |     |                                                                 |                  |                                  |                                                           |                  |               |
| 3. | 3.  | Gyémántrablás (The Money Shot)                                  | Anne Wheeler     | Tara Armstrong                   | 2016. június 9. 2016. november 11. / 2018. augusztus 1.   | 1,06 millió n.a. | 272778-3      |
| Matt és Angie egy rendkívüli ügyet vállalnak el abban a reményben, hogy busás jutalomban részesülnek. Eltűnt Gyémánt, a legesélyesebb versenyló a közelgő derbi előtt, és dúsgazdag tulajdonosa bónuszt ad, ha időben megtalálják, és indítani tudja a versenyen. Hamarosan azonban rájönnek, hogy megbízójuk rászedi őket. |     |                                                                 |                  |                                  |                                                           |                  |               |
| 4. | 4.  | Az ördög játszótere (The Devil's Playground)                    | Shawn Piller     | Derek Schreyer                   | 2016. június 16. 2016. november 18. / 2018. augusztus 8.  | 1,23 millió n.a. | 272778-4      |
| Matt sikeresen leteszi a magánnyomozói vizsgát. Frank Garrison, a korszak nagy írója kómában fekszik a kórházban, és ami meglepő, hogy egy részletes útmutatást készített elő erre az esetre. Levelében állítja, hogy a szigeten, ahol él, valaki meg akarja ölni, és bizonyítékokat is mellékelt az őrült szigetről. |     |                                                                 |                  |                                  |                                                           |                  |               |
| 5. | 5.  | A Hatos (The Six)                                               | Charles Officer  | Tassie Cameron , Marsha Greene   | 2016. június 23. 2016. november 25. / 2018. augusztus 15. | 0,93 millió n.a. | 272778-5      |
| Dexter kétségbeesetten keresi a húgát, aki nyom nélkül eltűnt. A 16 éves lány a szüleit gyászolja, ám bátyja szerint ez nem magyarázat az eltűnésére. Dexter nem fordulhat a rendőrséghez, mert a gyámügy azonnal intézetbe viszi Dreát. Angie és Matt együttérzésből vállalják el az ügyet, és hamarosan rapsztárok között találják magukat. |     |                                                                 |                  |                                  |                                                           |                  |               |
| 6. | 6.  | Gyors-randi (Partners in Crime)                                 | Robert Lieberman | Tim Kilby                        | 2016. június 30. 2016. december 2. / 2018. augusztus 22.  | 0,95 millió n.a. | 272778-6      |
| Angie barátnője az idegösszeomlás szélére kerül, amikor mindenét elviszik. Úgy tűnik, valaki módszeresen elrabolta az életét, új hitelkártyát vettek a nevére, jelszavakat loptak, és pénzt vettek fel a házára. Angie nem először találkozik személyiségtolvajjal, akik általában randis cégeken keresztül szerzik meg az adatokat. |     |                                                                 |                  |                                  |                                                           |                  |               |
| 7. | 7.  | Karaokés informátor (Karaoke Confidential)                      | Jerry Ciccoritti | Shelley Eriksen , Derek Schreyer | 2016. július 7. 2016. december 9. / 2018. november 15.    | 0,92 millió n.a. | 272778-7      |
| Jay, a fiatalok körében rendkívül népszerű bár tulajdonosa rettegésben él amióta eltűnt a barátja, Szikra. Jay nagy fogásra készül, amiről nem beszélhet, és ahhoz, hogy az akciót véghez vihesse, két napra van szüksége. Angie attól tart, hogy egy drogdíler játszadozik velük, Shane azonban bízik az ösztöneiben, és a jól fizető ügyfelekben.                                                                                                |     |                                                                 |                  |                                  |                                                           |                  |               |
| 8. | 8.  | Másik élet (I Do, I Do)                                         | Robert Lieberman | Marcus Robinson                  | 2016. július 14. 2016. december 16. / 2018. november 22.  | 0,86 millió n.a. | 272778-8      |
| Shade megdöbben, amikor az exfelesége beállít a házba, egy hónappal korábban, mint ígérte. Közben Angie elvállal egy ügyet, ami látszatra féltékenységi ügynek tűnik, ám hamarosan ipari kémkedésnek látszik, végül többférjűségként fejeződik be. |     |                                                                 |                  |                                  |                                                           |                  |               |
| 9. | 9.  | Az eltűnés művészete (Disappearing Act)                         | Kelly Makin      | Alan McCulloughf , Marsha Greene | 2016. július 21. 2016. december 23. / 2018. november 29.  | 0,93 millió n.a. | 272778-9      |
| Matt újra összejön az exfeleségével, Beccával, ami enyhén szólva összekuszálja az életét. Mazhari nyomozó is hasonló helyzetben van, és arra kéri Angie-t és Mattet, hogy titokban nyomozzák le az új barátnőjét, Heathert, aki elveszített egy foglyot átszállítás közben. |     |                                                                 |                  |                                  |                                                           |                  |               |
| 10. | 10. | Családi ékszerek (Family Jewels / Four Weddings And A Tribunal) | James Genn       | Shelley Eriksen                  | 2016. július 28. 2017. január 6. / 2018. december 6.      | 0,88 millió n.a. | 272778-10     |
| Matt nagy gondban van, mióta exfelesége, Becca hazaköltözött és rábeszélte, hogy legyen a partnere egy kibeszélős tévéshowban. Most már tudja, hogy rossz ötlet volt, és mindent elkövet, hogy Angie visszavegye társnak. Angie épp egy őrült ékszerügyben nyomoz, és szorult helyzetében kénytelen elfogadni Matt segítségét. Szerelmespárnak álcázva bevetik magukat az esküvők világába.                                                        |     |                                                                 |                  |                                  |                                                           |                  |               |

### Második évad (2017–2018)
| Sor. | Év. | Cím                                                   | Rendező          | Író                           | Premier                                                                    | Nézettség        | Gyártási szám |
| --- | --- | ----------------------------------------------------- | ---------------- | ----------------------------- | -------------------------------------------------------------------------- | ---------------- | ------------- |
| 11. | 1.  | Fekete Musztáng (The Extra Mile)                      | Jason Priestly   | Alan McCullough               | 2017. május 25. 2017. szeptember 14. (Fox) / 2018. december 13. (RTL Klub) | 0,86 millió n.a. | 272778-11     |
| Angie váratlanul hamarabb érkezik vissza a nyaralásából, és megdöbbenve tapasztalja, hogy Shade teljesen átalakította az irodát. Ráadásul egy levél várja, amit még az apja írt nem sokkal a halála előtt. Közben Shade elvállalt egy ügyet, amiben egy autóversenyzőt halálosan megfenyegettek. A fiatal versenyző, Eric számára rendkívül fontos, hogy a következő versenyen indulhasson és meg is nyerje. |     |                                                       |                  |                               |                                                                            |                  |               |
| 12. | 2.  | Olajozott kerekek (Boardwalk Empire)                  | Robert Lieberman | Kim Morrison, Marcus Robinson | 2017. június 1. 2017. szeptember 21. (Fox) / 2018. december 20. (RTL Klub) | 0,86 millió n.a. | 272778-12     |
| Shade megdöbben, amikor Angie elvállalja egy látszólag eszelős lány, Zoé ügyét, aki azt állítja, hogy valaki időnként átrendezi a lakását. A lányról kiderül, hogy folytonosan hazudozik, ám remek megfigyelő. Hamarosan a ház összes lakója csatlakozik Zoéhoz, ugyanis mindannyian hallanak fura hangokat, látnak patkányokat, vagy szenvednek az időnkénti áramhiány miatt.                               |     |                                                       |                  |                               |                                                                            |                  |               |
| 13. | 3.  | Bemártás (The Frame Job)                              | Gail Harvey      | Thomas Pound                  | 2017. június 8. 2017. szeptember 28. (Fox)                                 | 0,78 millió n.a. | 272778-13     |
| 14. | 4.  | Divatbűnök (Crimes of Fashion)                        | Gail Harvey      | Kim Morrison                  | 2017. június 15. 2017. október 5. (Fox)                                    | 0,88 millió n.a. | 272778-14     |
| 15. | 5.  | Bujócska (Now You See Her)                            | Kelly Makin      | Kim Morrison                  | 2017. június 22. 2017. október 12. (Fox)                                   | 0,82 millió n.a. | 272778-15     |
| 16. | 6.  | Jó és rossz győzelem (The P.I. Code)                  | Sudz Sutherland  | Kim Morrison                  | 2017. június 29. 2017. október 19. (Fox)                                   | 0,93 millió n.a. | 272778-16     |
| 17. | 7.  | Doktor úr és műköröm (Between a Doc and a Hard Place) | Kelly Makin      | Kim Morrison                  | 2017. július 6. 2017. október 26. (Fox)                                    | 0,97 millió n.a. | 272778-17     |
| 18. | 8.  | Hullacsere (Six Feet Blunder)                         | Jill Carter      | Kim Morrison, Katrina Saville | 2017. július 13. 2017. november 2. (Fox)                                   | 0,87 millió n.a. | 272778-18     |
| 19. | 9.  | A jó katona (The Good Soldier)                        | Lee Rose         | Kim Morrison                  | 2017. július 20. 2017. november 9. (Fox)                                   | 1,04 millió n.a. | 272778-19     |
| 20. | 10. | Zűr a ringben (Kissing the Canvas)                    | James Genn       | Kim Morrison                  | 2018. május 27. 2020. április 11. (Cool TV)                                | 0,92 millió n.a. | 272778-21     |
| 21. | 11. | Éljen a király! (Long Live the King)                  | Charles Officer  | Kim Morrison                  | 2018. június 3. 2020. április 18. (Cool TV)                                | 0,95 millió n.a. | 272778-21     |
| 22. | 12. | Csaknem tökéletes bűntény (Getaway With Murder)       | James Genn       | Kim Morrison                  | 2018. június 10. 2020. április 18. (Cool TV)                               | 1,09 millió n.a. | 272778-22     |
| 23. | 13. | A taxisofőr (A Fare to Remember)                      | Anne Wheeler     | Kim Morrison                  | 2018. június 17. 2020. április 25. (Cool TV)                               | 1,21 millió n.a. | 272778-23     |
| 24. | 14. | Itt a polip, hol a polip (Finding Leroy)              | Eleanore Lindo   | Kim Morrison                  | 2018. június 24. 2020. április 25. (Cool TV)                               | 1,18 millió n.a. | 272778-24     |
| 25. | 15. | Kusza szálak (The Hills Have Eyes)                    | Anne Wheeler     | Kim Morrison                  | 2018. július 8. 2020. május 2. (Cool TV)                                   | 1,09 millió n.a. | 272778-25     |
| 26. | 16. | Zaklatás (Look Who's Stalking)                        | Sudz Sutherland  | Kim Morrison                  | 2018. július 15. 2020. május 2. (Cool TV)                                  | 1,02 millió n.a. | 272778-26     |
| 27. | 17. | Szabotázs (Brew The Right Thing)                      | James Genn       | Kim Morrison                  | 2018. július 22. 2020. május 9. (Cool TV)                                  | 1,24 millió n.a. | 272778-27     |
| 28. | 18. | A gyanú árnyéka (Shadow of a Doubt)                   | Shawn Piller     | Kim Morrison                  | 2018. július 29. 2020. május 9. (Cool TV)                                  | 1,24 millió n.a. | 218           |

### Harmadik évad (2019)
| Sor. | Év. | Cím                                                                    | Rendező         | Író                         | Premier                              | Nézettség   | Gyártási szám |
| ---- | --- | ---------------------------------------------------------------------- | --------------- | --------------------------- | ------------------------------------ | ----------- | ------------- |
| 29.  | 1.  | Kapj el, ha tudsz! (Catch Me If You Can)                               | Shawn Piller    | Alan McCullough             | 2019. május 29. 2021. február 14.    | 1,12 millió | 272778-44     |
| 30.  | 2.  | Belső ellenség (Full Court Press)                                      | Shawn Piller    | Katrina Saville             | 2019. június 5. 2021. február 21.    | 0,95 millió | 272778-45     |
| 31.  | 3.  | A hekker (Cut and Run)                                                 | James Genn      | Alexandra Zarowny           | 2019. június 12. 2021. február 21.   | 1,02 millió | 272778-46     |
| 32.  | 4.  | A leleményes tolvaj (The Life of Riley)                                | James Genn      | Derek Schreyer              | 2019. június 19. 2021. február 28.   | 1,11 millió | 272778-47     |
| 33.  | 5.  | Borban az igazság (The Grape Deception)                                | Eleanore Lindo  | Marcus Robinson             | 2019. június 25. 2021. február 28.   | 0,98 millió | 272778-48     |
| 34.  | 6.  | Túszhelyzet (Hog Day Afternoon / So You Think You Can Kill!)           | Jason Priestley | James Thorpe                | 2019. június 26. 2021. március 7.    | 1,07 millió | 272778-50     |
| 35.  | 7.  | Végzetes tánclépések (Dance, Dance Retribution / She Slices, He Dices) | Eleanore Lindo  | Tim Kilby                   | 2019. július 3. 2021. március 7.     | 0,95 millió | 272778-49     |
| 36.  | 8.  | Az átok (The Conroy Curse)                                             | Anne Wheeler    | Aaron Bala, Katrina Saville | 2019. július 10. 2021. március 14.   | 1,07 millió | 272778-51     |
| 37.  | 9.  | Egy utolsó harc (It Happened One Fight)                                | Anne Wheeler    | Shannon Masters             | 2019. július 17. 2021. március 14.   | 1,22 millió | 272778-52     |
| 38.  | 10. | Párterápia (Tex Therapy)                                               | Sudz Sutherland | Alexandra Zarowny           | 2019. július 24. 2021. március 21.   | 1,12 millió | 272778-53     |
| 39.  | 11. | Kalóz kaland (Aye, Aye, Tonya)                                         | Sudz Sutherland | Tim Kilby, Derek Schreyer   | 2019. július 31. 2021. március 21.   | 1,09 millió | 272778-54     |
| 40.  | 12. | Édes végzet (Glazed and Confused)                                      | Gail Harvey     | James Thorpe                | 2019. augusztus 7. 2021. március 28. | 1,35 millió | 272778-55     |

### Negyedik évad (2020–2021)
| Sor. | Év. | Cím                                                        | Rendező         | Író                            | Premier                               | Nézettség   | Gyártási szám |
| ---- | --- | ---------------------------------------------------------- | --------------- | ------------------------------ | ------------------------------------- | ----------- | ------------- |
| 41.  | 1.  | Family Plot                                                | Shawn Piller    | James Thorpe                   | 2020. november 2. 2022. november 23.  | 0,91 millió | 272778-56     |
| 42.  | 2.  | Gumbo for Hire                                             | Samir Rehem     | Alexandra Zarowny              | 2020. november 9. 2022. november 24.  | 1,02 millió | 272778-57     |
| 43.  | 3.  | The P.I. Vanishes                                          | Cindy Sampson   | Katrina Saville                | 2020. november 16. 2022. november 25. | 1,15 millió | 272778-58     |
| 44.  | 4.  | A bizonyíték odaát van (The Proof is Out There)            | Samir Rehem     | Michelle Ricci                 | 2020. november 23. 2022. november 28. | 1,03 millió | 272778-59     |
| 45.  | 5.  | A szerelemben mindent szabad (All's Fair in Love and Amor) | Shawn Piller    | Marcus Robinson                | 2020. november 30. 2022. november 29. | 1,05 millió | 272778-60     |
| 46.  | 6.  | Toljuk minden nap (Tappa Kegga Daily)                      | Shawn Piller    | Melody Fox                     | 2020. december 7. 2022. november 30.  | 0,87 millió | 272778-61     |
| 47.  | 7.  | Elnyomás alatt (Under Par-essure)                          | Jason Priestley | Aaron Bala, Sydney Rae Calvert | 2020. december 14. 2022. december 1.  | 1,16 millió | 272778-62     |
| 48.  | 8.  | Egy gyilkosság vázlata (Blueprint for Murder)              | Katrina Saville | Melody Fox, Michelle Ricci     | 2021. január 7. 2022. december 2.     | 0,96 millió | 272778-63     |
| 49.  | 9.  | Csillag hull (A Star Is Torn)                              | James Genn      | Keith Hodder, Marcus Robinson  | 2021. január 14. 2022. december 5.    | 0,94 millió | 272778-64     |
| 50.  | 10. | Füst a szemben (Smoke Gets In Your Eyes)                   | James Genn      | Caitlin D. Fryers              | 2021. január 21. 2022. december 6.    | 0,89 millió | 272778-65     |
| 51.  | 11. | A tökéletes vihar (The Perfect Storm)                      | Winnifred Jong  | James Thorpe                   | 2021. január 28. 2022. december 7.    | 1,03 millió | 272778-66     |
| 52.  | 12. | A vidámparki halál (Drop Dead Carny)                       | Jason Priestley | Alexandra Zarowny              | 2021. február 4. 2022. december 8.    | 0,99 millió | 272778-67     |

### Ötödik évad (2021)
| Sor. | Év. | Cím                                                        | Rendező         | Író                                  | Premier                                | Nézettség   | Gyártási szám |
| ---- | --- | ---------------------------------------------------------- | --------------- | ------------------------------------ | -------------------------------------- | ----------- | ------------- |
| 53.  | 1.  | Morpheus karjaiban (In the Arms of Morpheus)               | Jason Priestley | Alexandra Zarowny                    | 2021. július 7. 2022. december 12.     | 1,00 millió | 272778-68     |
| 54.  | 2.  | Az iskola gyilkosság miatt zárva (School's Out for Murder) | Shawn Piller    | James Thorpe                         | 2021. július 15. 2022. december 12.    | 1,16 millió | 272778-69     |
| 55.  | 3.  | Adás szünet (Dead Air)                                     | Katrina Saville | Veronika Paz, Katrina Saville        | 2021. július 22. 2022. december 13.    | 0,97 millió | 272778-70     |
| 56.  | 4.  | Eltűnve egy perc alatt (Gone in 60 Minutes)                | Shawn Piller    | Michelle Ricci                       | 2021. július 29. 2022. december 14.    | 0,98 millió | 272778-71     |
| 57.  | 5.  | Gyilkos sorok (Murder They Wrote)                          | Shawn Piller    | Sydney Rae Calvert                   | 2021. augusztus 5. 2022. december 15.  | 1,02 millió | 272778-72     |
| 58.  | 6.  | Angie fogd a fegyvert (Angie Get Your Gun)                 | Katrina Saville | Marcus Robinson                      | 2021. augusztus 12. 2022. december 16. | 1,18 millió | 272778-73     |
| 59.  | 7.  | Okos az otthon (Smart Home Alone)                          | Jason Priestley | Caitlin D. Fryers, Alexandra Zarowny | 2021. augusztus 19. 2022. december 19. | 1,12 millió | 272778-74     |
| 60.  | 8.  | Királynők lépése (Queen's Gambit)                          | Shawn Piller    | Marcus Robinson, James Thorpe        | 2021. augusztus 26. 2022. december 21. | 1,36 millió | 272778-75     |